# Instrument de musique mécanique
 (septembre 2019).

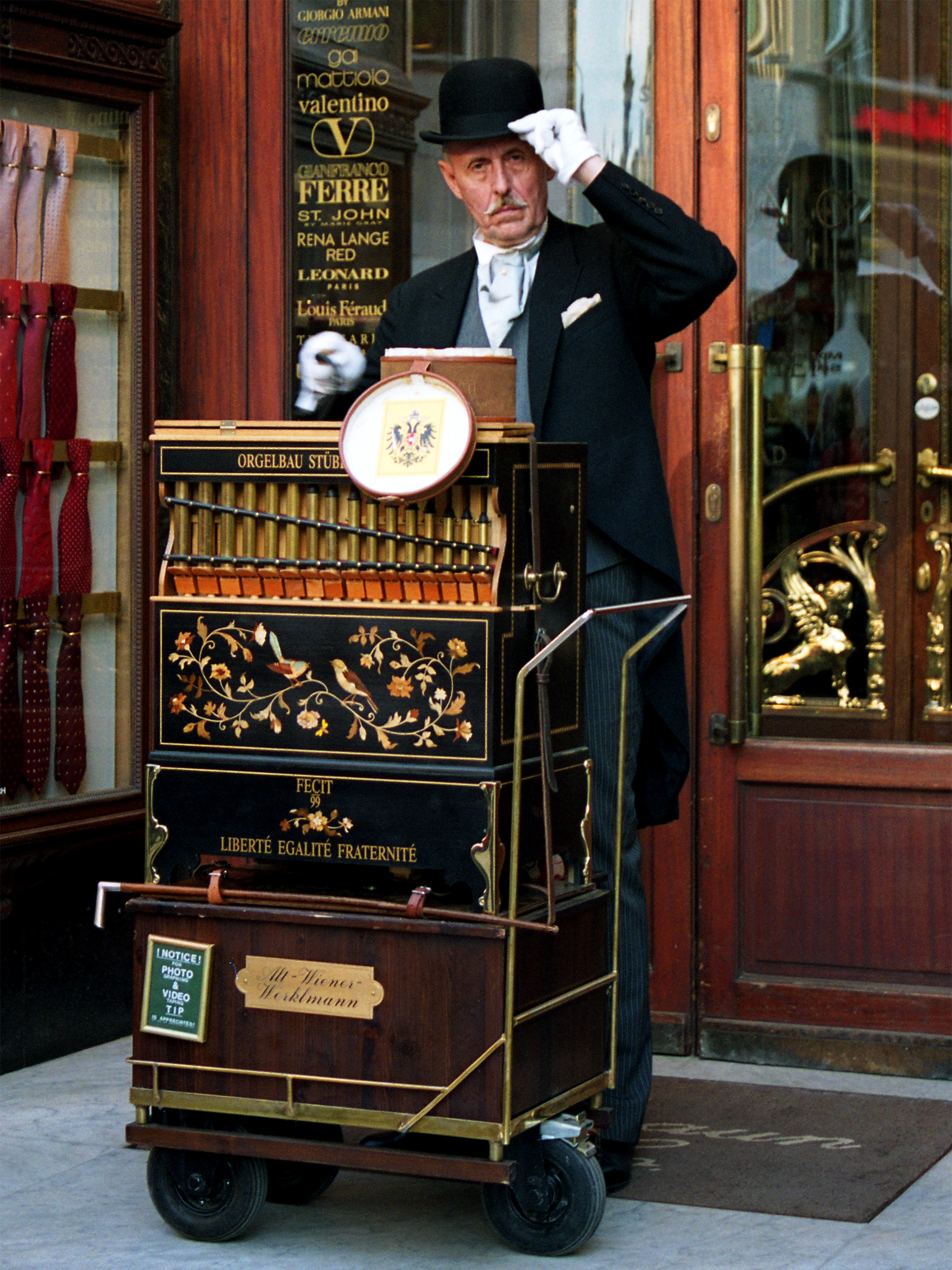
Joueur d'orgue de Barbarie à Vienne (Autriche).

On appelle instruments de musique mécanique les appareils qui sont capables de jouer une musique de manière autonome, ou simplement assistée.

## Histoire
Dès le IXe siècle, à Bagdad, une flûte mue par picot atteste des recherches pour automatiser la restitution musicale.
En Europe, les premiers instruments de musique mécanique, au XVIIe siècle sont du genre de la serinette, c’est-à-dire de petits orgues à main. Par la suite, les boites à musique et leurs évolutions seront les instruments majeurs de cette famille avec les orgues de Barbarie et limonaires.
La démocratisation des bals populaires est largement permise par la création d'orgues automatiques monumentaux. En absence d'orchestre, ces instruments puissants permettaient l'organisation de manifestations dansantes.
Dans les salons, les pianos mécaniques permettaient de s'entrainer à jouer à 4 mains ou simplement d'organiser des concerts privés, les plus grands pianistes s'enregistrant sur bande perforé.
Joignant l'utile à l'agréable, les horloges et carillons ponctuaient la course du temps avec des phrases musicales. Pour les princes, ces réalisations pouvaient devenir extrêmement complexes et délicates.
Au sommet de l'ingéniosité se trouvent des instruments mus par des automates. Les plus simples se contentent de synchroniser un automate à l'exécution musicale. Pour les plus complexes, c'est l'automate qui produit le son en activant un instrument inerte. L'un des plus célèbres, la joueuse de tympanon, a été conçu pour Marie-Antoinette d'Autriche. Pour certains, les cheveux de l'automate proviendraient d'une mèche véritable de la Reine.
Enfin, plus près de nous, les phonographes et gramophones peuvent être considérés parmi ces instruments.

## Supports actionnant les notes

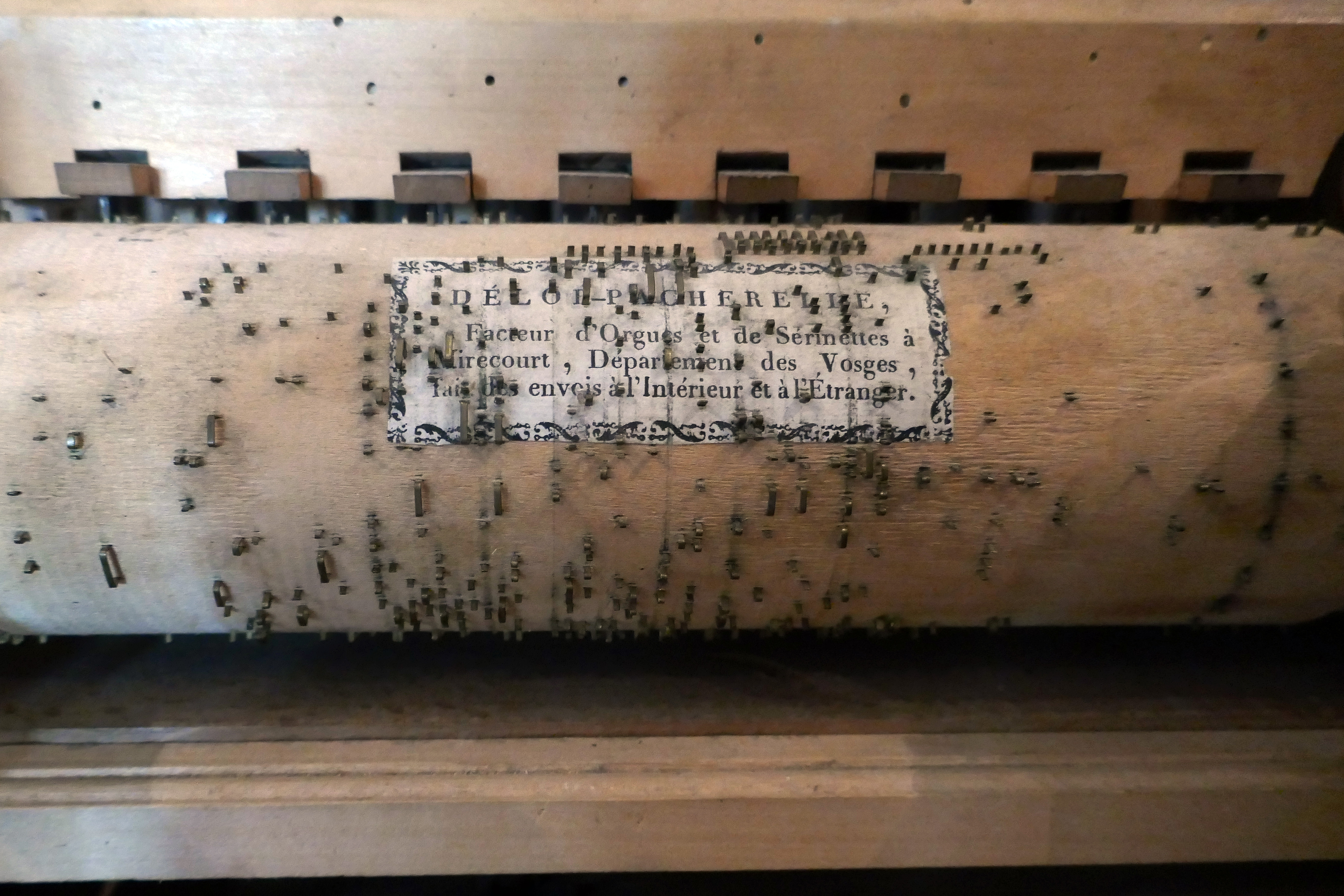
Cylindre à picots de perroquette.

Les instruments de musique mécanique permettent de jouer la musique contenue sur un support. Celui-ci peut être de nombreuses natures, en voici les principales :
- bande de papier ou de carton perforé, essentiellement utilisée pour les grands orgues limonaires et les orgues de Barbarie car la longueur du morceau peut être importante ;
- cylindre comportant des picots, utilisé dans les pianos mécaniques, les serinettes, les boites à musique et les cartels et carillons ;
- disque embossé, perforé, pressé, utilisé dans une grande diversité d'instruments ou appareils, allant du Polyphon au Gramophone.

Désormais, les instruments mécaniques peuvent emprunter la technique MIDI (Musical Instrument Digital Interface) et restituer directement depuis un support électronique.

## Principaux instruments mécaniques
- L'orgue limonaire, de manège ou de foire, de grande taille,
- L'orgue de Barbarie à manivelle, plus petit, la merline, la perroquette, la serinette
- L'horloge musicale
- Le piano mécanique, et en Espagne l'organillo,
- La boîte à musique et le Cartel,
- L'orchestrion, réunissant plusieurs instruments,
- Les accordéons mécaniques, souvent couplés par deux, tels que l'"accordéo-jazz Amelotti",
- Le violon mécanique (cordes frottées par une roue à l'analogue d'une vielle),
- Le xylophone mécanique, le banjo, la mandoline et la harpe mécaniques, et bien d'autres instruments.

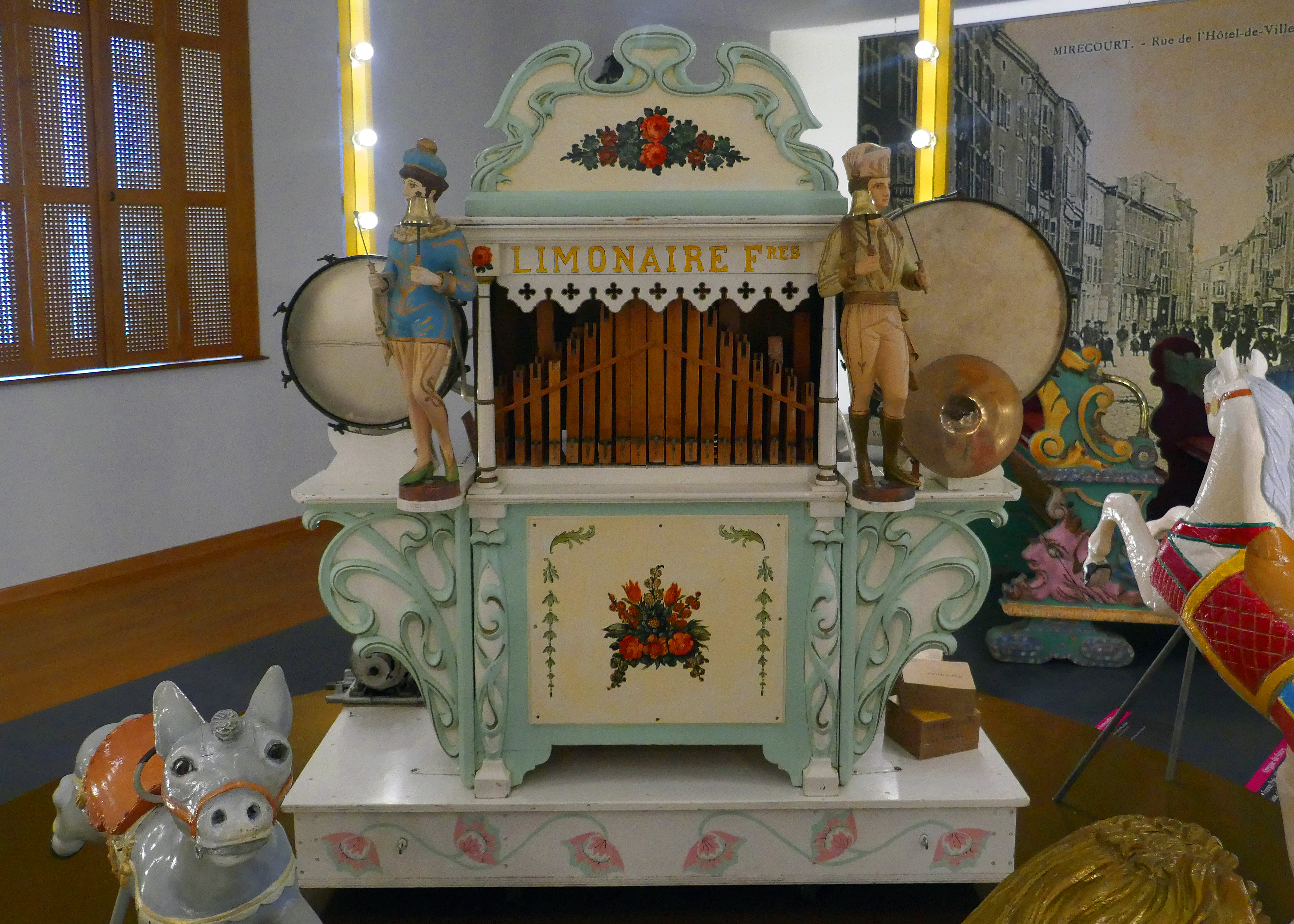
Orgue de foire Limonaire
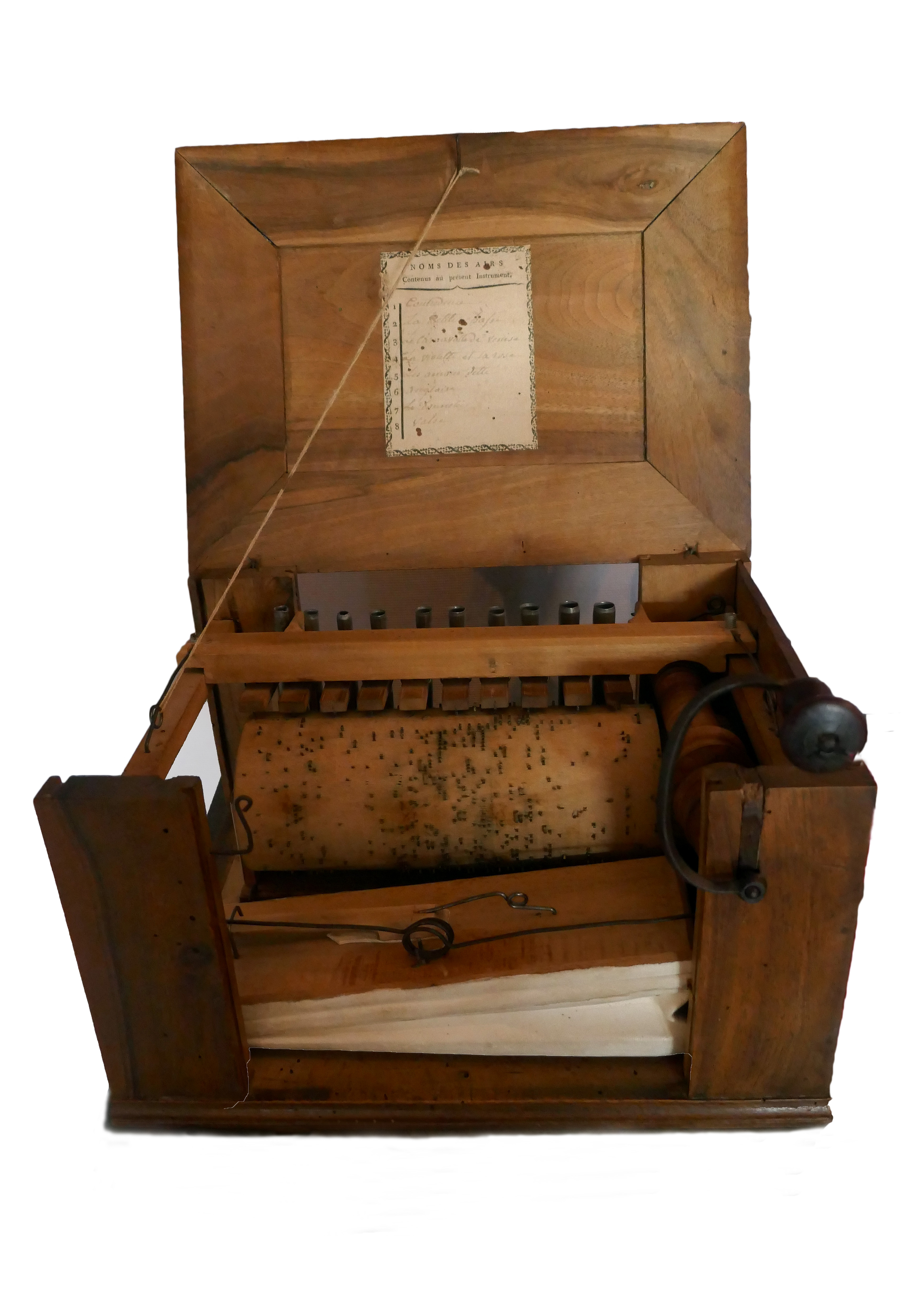
Serinette de Jacotel.
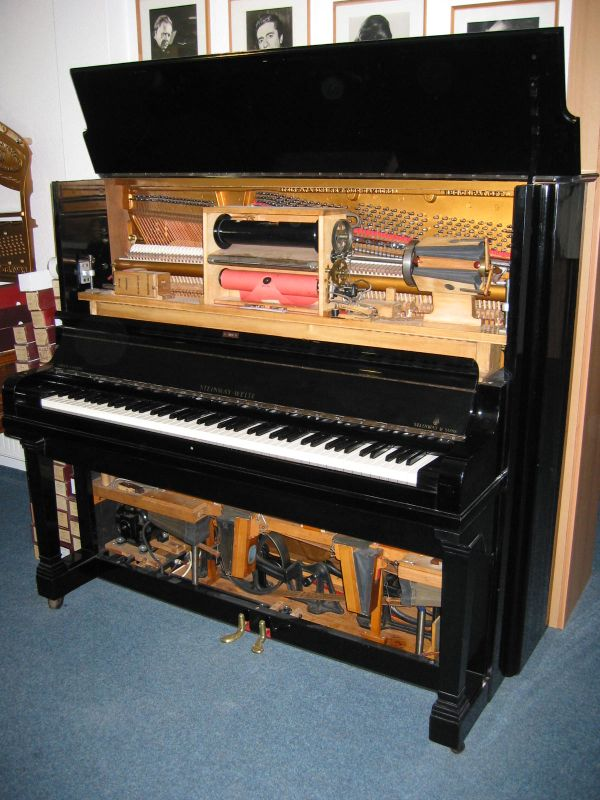
Piano reproducteur Steinway.
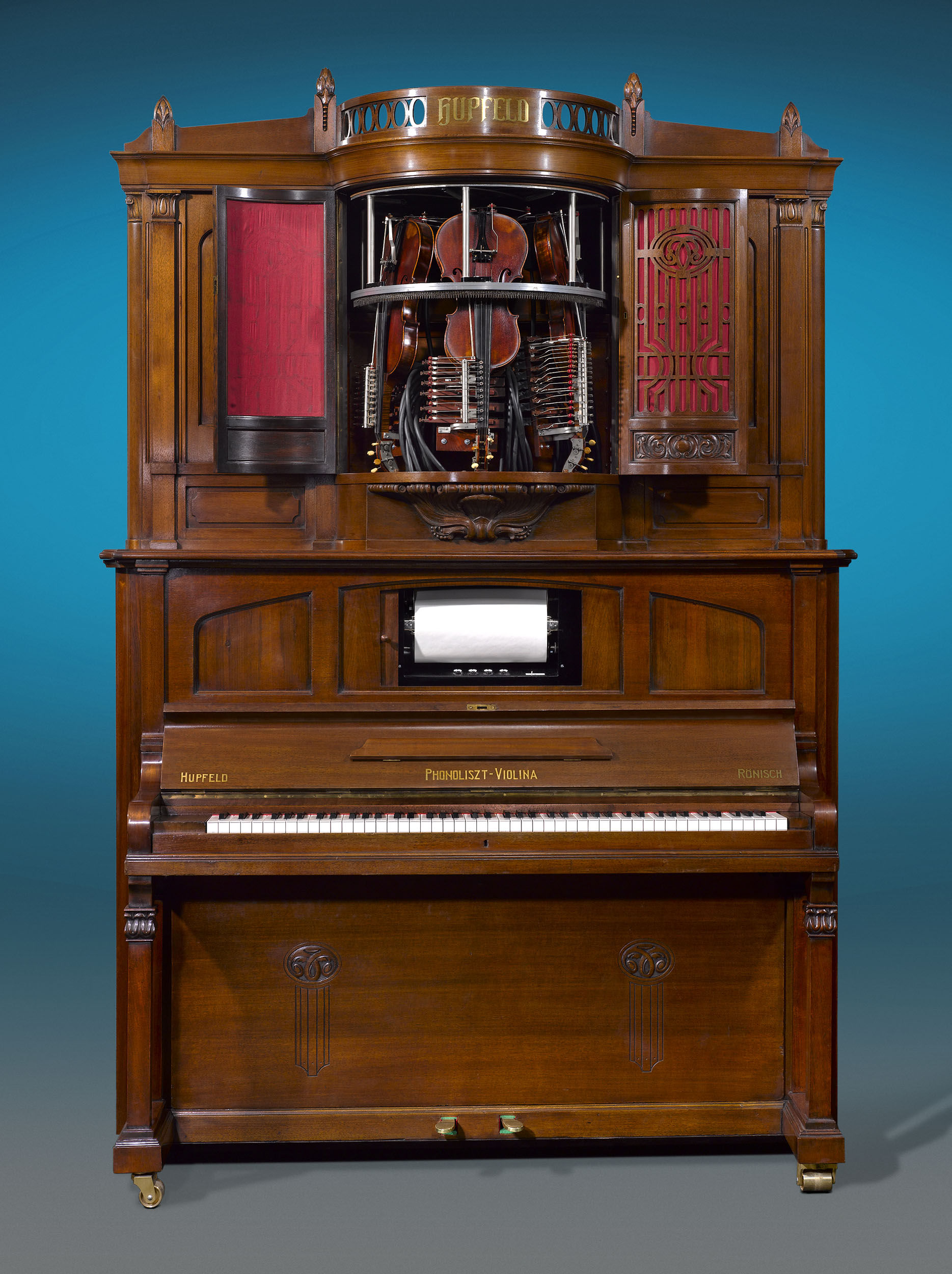
Phonoliszt-Violina Hupfeld.
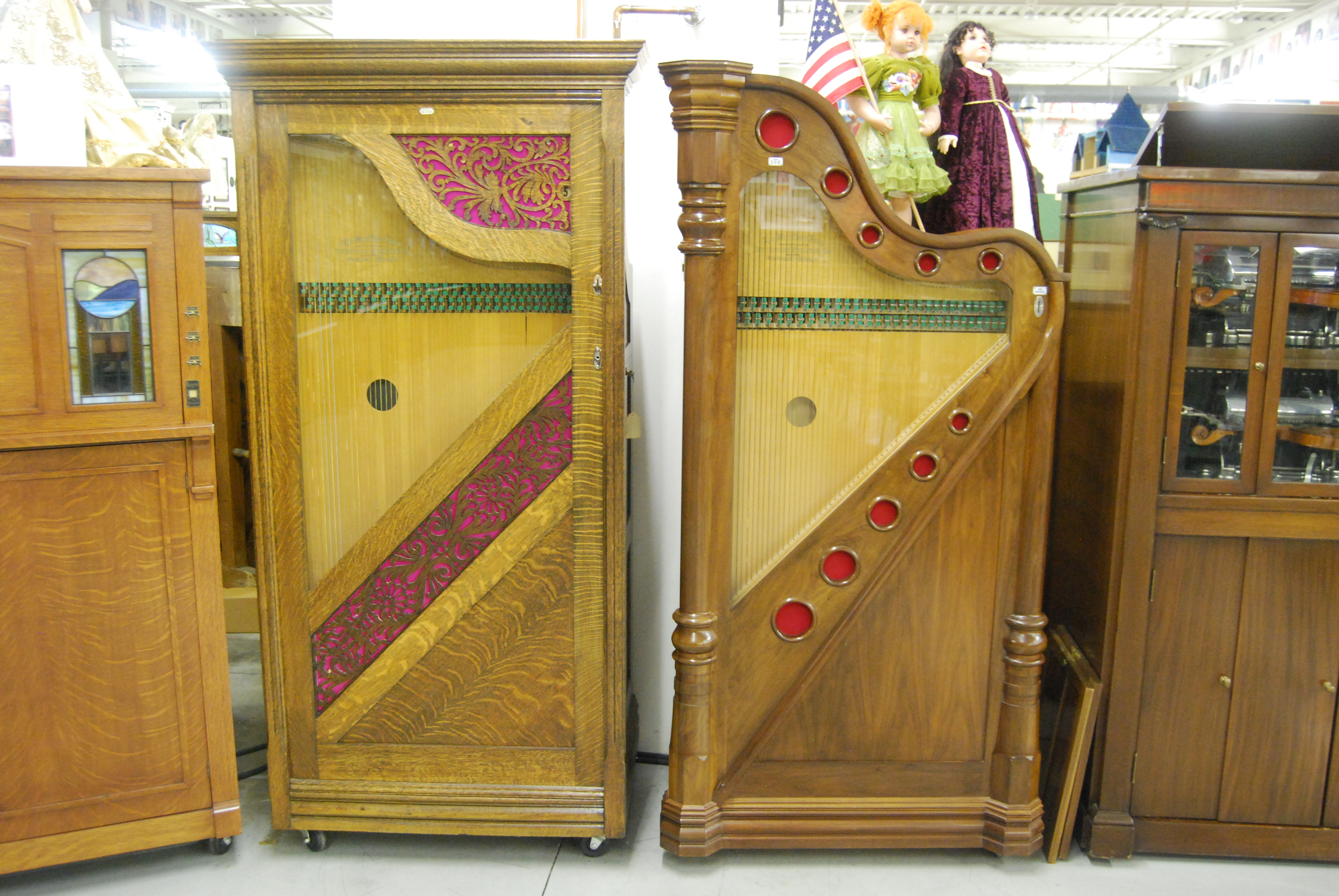
Harpes Wurlitzer.

## Associations
L' Association des amis de la musique mécanique (AAIMM)(orgues limonaires, pianos mécaniques...), toujours active, fut longtemps présidée par Henry Triquet.
Henri Triquet et sa famille possèdent une importante collection d'instruments qu'il a souvent rénovés et pratiquement tous en fonctionnement, qui ont été réunis dans un musée.
Souvent sont adjoints dans ces musées les phonographes et gramophones.